# ССК-18,5
ССК-18,5 (рос. Специальный Стрелковый Комплекс калибра 18,5 мм) — самозарядна гладкоствольна рушниця 12-го калібру створена на основі цивільної рушниці «Сайга-12» исп.030 для озброєння силових структур російської федерації.
Існує дві основні модифікації:
- «18,5 КС-П» (рос. Карабин Специальный с Подствольным магазином),
- «18,5 КС-К» (рос. Карабин Специальный с Коробчатым магазином) зі знімним коробчастим магазином.

Прийнятний на озброєння в липні 2006 року, почав поступати до підрозділів спеціального призначення МВС РФ в 2009—2010 роках.

## Бойове застосування

### Російсько-українська війна
Поблизу населеного пункту Димер на Київщині спецпризначенці ГУР МО України знищили колону Росгвардії. Залишені окупантами в розбитих машинах документи 748 окремого батальйону оперативного призначення Росгвардії (в/ч 6912, м. Хабаровськ) серед яких був атестат з переліком наявної в підрозділі зброї. В переліку було названо, зокрема, 18,5-мм карабін КС-К (58 одиниць). Для них російські карателі мали півтори тисячі травматичних набоїв 12/70 «Стоппер» (КСП-РП).